# Ärlesolfjäderstjärt
Ärlesolfjäderstjärt (Rhipidura leucophrys) är en tätting som förekommer i Australien, östra Indonesien, Salomonöarna och på Nya Guinea samt i Bismarckarkipelagen. Den är en vanlig och välkänd fågel över stora delar av sitt utbredningsområde där den lever i de flesta typer av biotoper utom i tät skog. Den är 19–21,5 cm lång och har en kontrasterande fjäderdräkt med nästan helt svart ovansida och vit undersida. Könen är lika. Det finns tre erkända underarter:  leucophrys som förekommer i centrala och södra Australien, den mindre picata i norra Australien, och den större melaleuca i området kring Nya Guinea. Arten är inte nära besläktad med ärlorna utan är den största arten inom familjen solfjäderstjärtar (Rhipiduridae) som tillsammans med bland andra kråkfåglar, drongoer och paradisfåglar bildar en grupp bland tättingarna. På svenska kallas arten ibland också ärleflugsnappare, trots att den inte hör till familjen flugsnappare (Muscicapidae).
Ärlesolfjäderstjärten är en insektsätare som födosöker i öppna habitat, likt flugsnapparna, och dess trivialnamn härstammar ifrån denna vana tillsammans med att den vaggar på stjärten, likt en ärla, när den födosöker på marken. Den är aggressiv och revirhävdande och mobbar mycket större fåglar som kookaburra och kilstjärtsörn. Arten har anpassat sig väl till människans landskap och den är en vanlig fågel på stadens gräsmattor, i parker och i trädgårdar. Ärlesolfjäderstjärten är vanligt förekommande inom aboriginernas folklore över hela Australien, bland annat som fågeln som bringade dåliga nyheter eller som stal hemligheter.

## Utseende och läte
Ärlesolfjäderstjärten är den största arten bland solfjäderstjärtarna och en adult individ av nominatformen mäter 19 till 21,5 cm och väger 17–24 gram. Den har en proportionellt lång spatelformad stjärt, 10–11 cm lång, som kan bredas ut likt en solfjäder. Den fina spetsiga näbben mäter 1,64–1,93 cm, och har en liten nedåtböjd spets. Denna art har längre ben än andra solfjäderstjärtar, vilket kan vara en anpassning för att födosöka på marken. Könen har liknande fjäderdräkt där huvud, strupe, övre delen av bröstet, vingar och stjärt är svarta medan underdelen är vit. Den har även tydliga vita ögonbrynsstreck och ett mer otydligt vitt mustaschstreck. Näbben och benen är svarta och dess iris är mörkbrun. Efter den postjuvenila ruggningen kan subadulta fåglar under första levnadsåret ha ljusare vingspetsar, medan juvenila individer har mörkare fjäderdräkt, med brunaktiga ovansida, med ljusbruna inslag på huvud och bröst. Underarterna har liknande fjäderdräkter och skiljer sig åt främst i storlek och vinglängd.

### Läte
Ärlesolfjäderstjärten är mycket talför och har en rad olika distinkta läten. Dess mest igenkända läte är en melodiös fras, som ibland jämförs med "Sweet pretty creature", och som kan framföras under dygnets alla timmar, speciellt under månbelysta nätter. Dess varningsläte är en snabb chit-chit-chit-chit, som ibland jämförs med ljudet man får av att skaka en halvtom tändsticksask.

## Utbredning och taxonomi

### Utbredning
Ärlesolfjäderstjärten förekommer över merparten av Australien och Nya Guinea, på Salomonöarna, i Bismarckarkipelagen och i östra Indonesien. Den är en stannfågel i merparten av Australien, men i vissa områden finns rapporter på säsongsbundna flyttningsrörelser. Bland annat förekommer den under höst och vinter i nordöstra New South Wales, sydöstra och nordvästra Queensland, och i de nordligaste områdena av Kap Yorkhalvön. Den uppträder ibland på Tasmanien, och mer sällan på Lord Howeön. Det finns en observation från 2002 från Mangere Island i arkipelagen Chathamöarna öster om Nya Zeeland. Arten introducerades på Hawaii runt 1922 i ett försök att kontrollera insektsangrepp på boskap, men försöket misslyckades och sista observationen skedde 1937 på Koko Head.

### Taxonomi

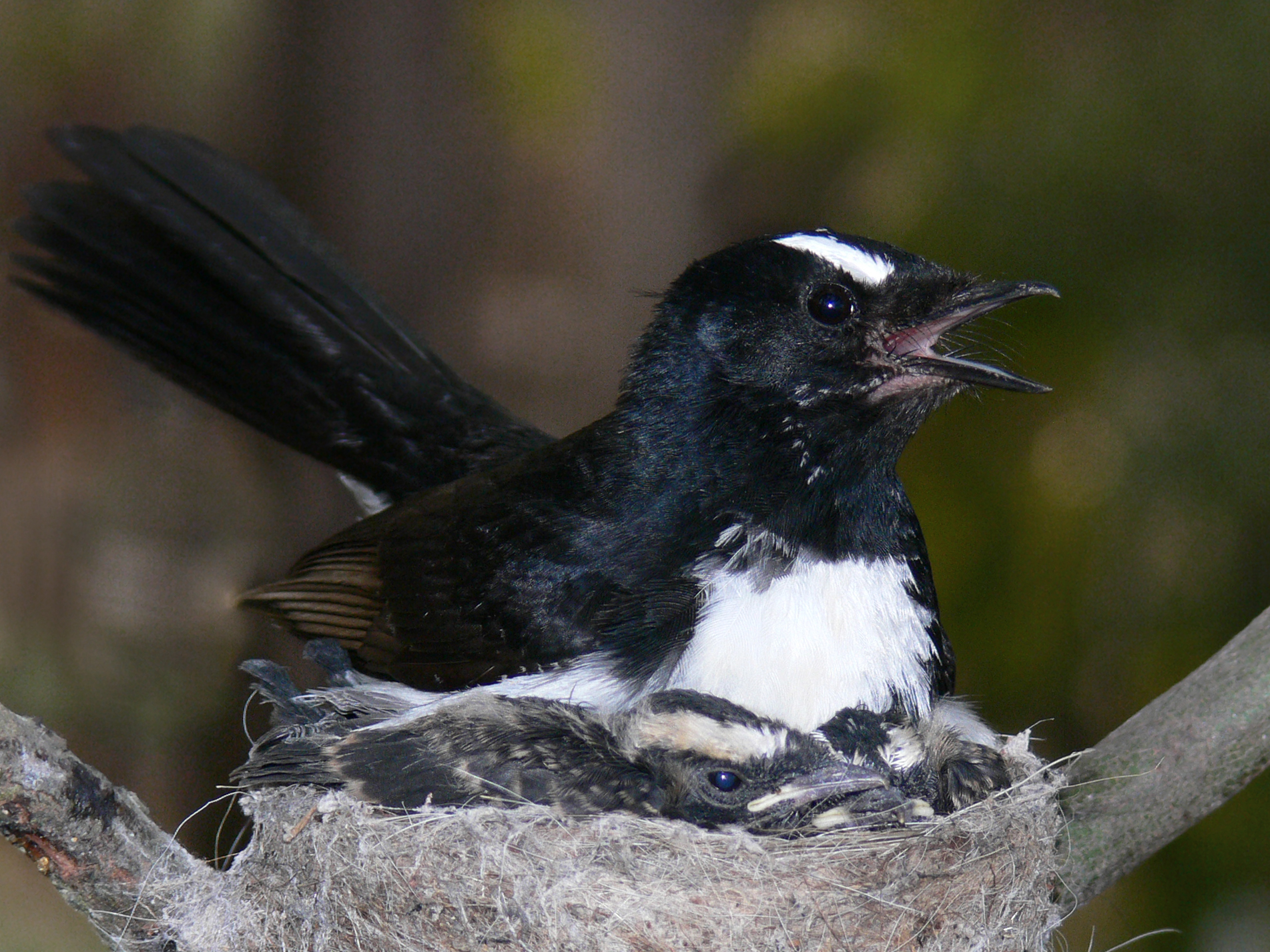
Närbild som visar det vita ögonbrynsstrecket extra uppspärrat

Ärlesolfjäderstjärten beskrevs taxonomiskt första gången 1801 av ornitologen John Latham som Turdus leucophrys. Artepitetet härstammar ifrån grekiskans ord leukos "vit" och ǒphrys "ögonbryn". Andra tidiga vetenskapliga namn var Muscicapa tricolor av Vieillot, och Rhipidura motacilloides av ornitologen Nicholas Aylward Vigors och Thomas Horsfield från 1827, vilka myntade släktnamnet Rhipidura. Släktnamnet härstammar ifrån de grekiska orden rhipis "solfjäder" och oura "stjärt".
John Gould och andra skribenter refererade länge till arten som svartvit solfjäderstjärt (Black-and-white Fantail på engelska), men någon gång efter 1916 började dess engelska trivialnamn Willie Wagtail blev allt mer accepterat. Samma trivialnamn hade tidigare används för sädesärlan på Isle of Man, och Nordirland.
Den har också kallats för Australiens näktergal och många av de namn den fick av aboriginerna var onomatopoetiska, och refererade till dess skällande läte.
Ärlesolfjäderstjärten är inte närbesläktad med ärlorna utan tillhör släktet Rhipidura. Tidigare har vissa auktoriteter placerat detta släkte, tillsammans med monarkerna (Monarchidae), i underfamiljen Rhipidurinae, inom familjen drongoer (Dicruridae), men det blir allt mer accepterat att gruppen är så pass distinkt att den bäst beskrivs som den egna familjen solfjäderstjärtar (Rhipiduridae). Tidiga DNA-analyser ifrån sent 1980- och tidigt 1990-tal visade att solfjäderstjärtarna tillhörde en stor grupp av främst australasiatiska fåglar som beskrevs som parvordningen Corvida vilken omfattar många tropiska och australienska tättingar. Senare har grupperingen förfinats något och solfjäderstjärtarna har placerats i en grupp tillsammans med kråkfåglar, törnskator, monarker, drongoer, paradisfåglar och murarkråkor (Corcoracidae).

### Underarter
Ärlesolfjäderstjärten delas oftast upp i tre underarter:
- Rhipidura leucophrys leucophrys – nominatformen, är den underart som har den största utbredningen i Australien.
- Rhipidura leucophrys picata (Gould, 1848)[24] – förekommer i norra Australien, från norra Western Australia till Queensland. Denna underart har kortare vingar än nominatformen. Mellan latitud 18 och 22°S uppträder den tillsammans med nominatformen och i detta område förekommer det en klinal övergång, det vill säga en kontinuerlig övergång med en successiv förändring, av vinglängden.[25]
- Rhipidura leucophrys melaleuca (Quoy & Gaimard, 1830)[26] – förekommer i östra Indonesien, Nya Guinea, Salomonöarna och Bismarckarkipelagen. Denna underart är signifikant större och har större näbb.[27]

## Ekologi

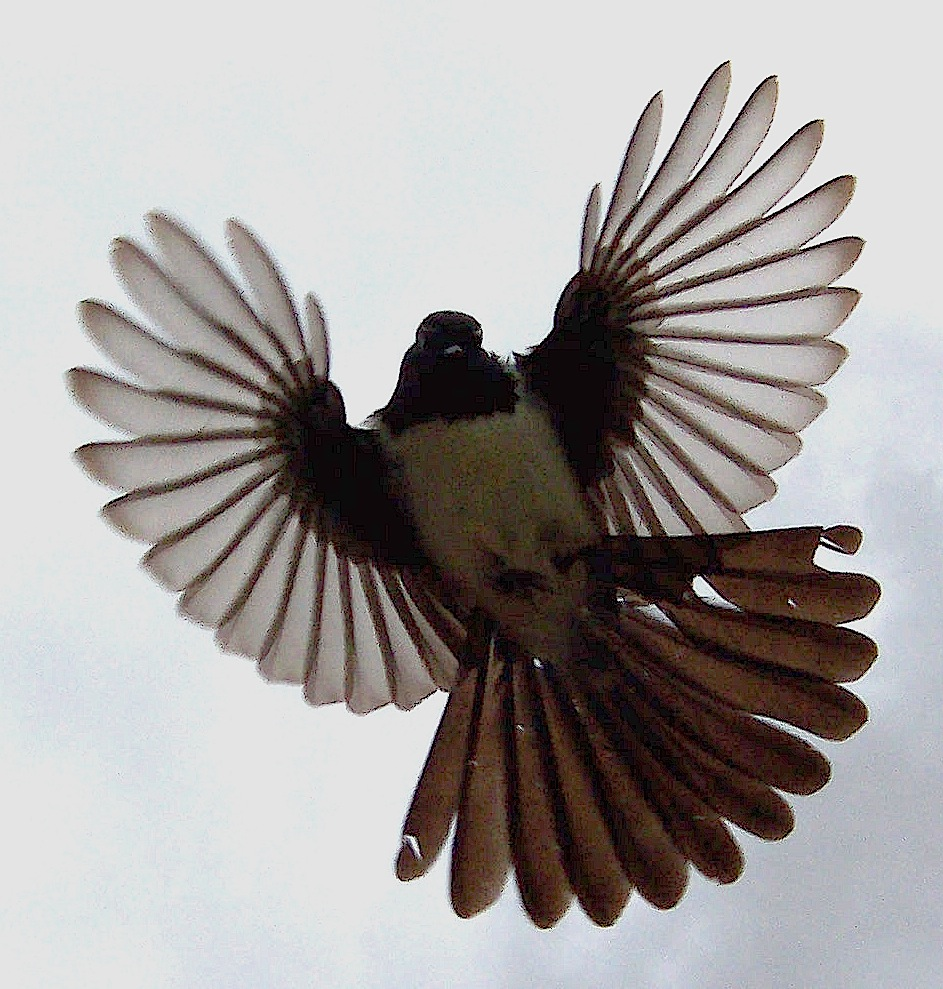
Ärlesolfjäderstjärt i flykten

Ärlesolfjäderstjärten är nästan i ständig rörelse under dygnets ljusa timmar. Även när den sitter på en gren eller befinner sig på marken är den ständigt på jakt efter föda och vickar på stjärten från sida till sida. Den uppträder främst ensam eller i par men kan förekomma i mindre flockar. Till skillnad från andra arter inom familjen befinner den sig mest på marken. I flykten slår den djupt med vingarna, uppblandat med snabba dalande glidlykter. Karaktäristiskt vaggar den på stjärten direkt efter att den landat efter en kort inflygning.
Arten är mycket revirhävdande och kan vara ganska orädd när den försvarar sitt revir. Den jagar inte bara bort mindre fåglar i sin egen storlek utan ger sig även på större fåglar som flöjtkråka (Gymnorhina tibicen), australisk korp (Corvus coronoides), skrattkokaburra (Dacelo novaeguineae) och kilstjärtsörn (Aquila audax). Den kan till och med attackera hundar och katter. När den mobbar en opponent undviker den huvudet och siktar istället på stjärten. Båda könen ägnar sig åt detta beteende vilket intensifieras under häckningssäsongen. Reviret varierar mellan 1 och 3 hektar. När ett par har hävdat ett revir försvarar de detta gentemot andra par genom en sorts uppvisningsflygning. Den ena fågeln håller sig still medan den andra loopar och gör upprepade dykningar innan parterna byter roll. Under uppvisningen sjunger båda parter.
Fågelns vita ögonbrynsstreck spärras upp och blir mer synligt när den är upphetsad eller aggressiv, och mer dolt när den är lugn eller vill visa sig undergiven.

### Biotop
Ärlesolfjäderstjärten förekommer i en rad olika typer av biotoper, men undviker tät skog som regnskog. Den föredrar öppna skogsområden eller gräsmarker med spridda träd, ofta nära våtmarker eller vattendrag. På Nya Guinea bebor den hyggen och gräsmarker, men även öppna skogsområden och mangrove. Den har anpassat sig väl till människans förändringar av landskapet och ses ofta i stadsmiljöer på öppna gräsytor, som gräsmattor, trädgårdar, parker och sportarenor. Arten spred sig till odlingsbygden i Western Australia efter att den ursprungliga vegetationen avverkats.

### Föda

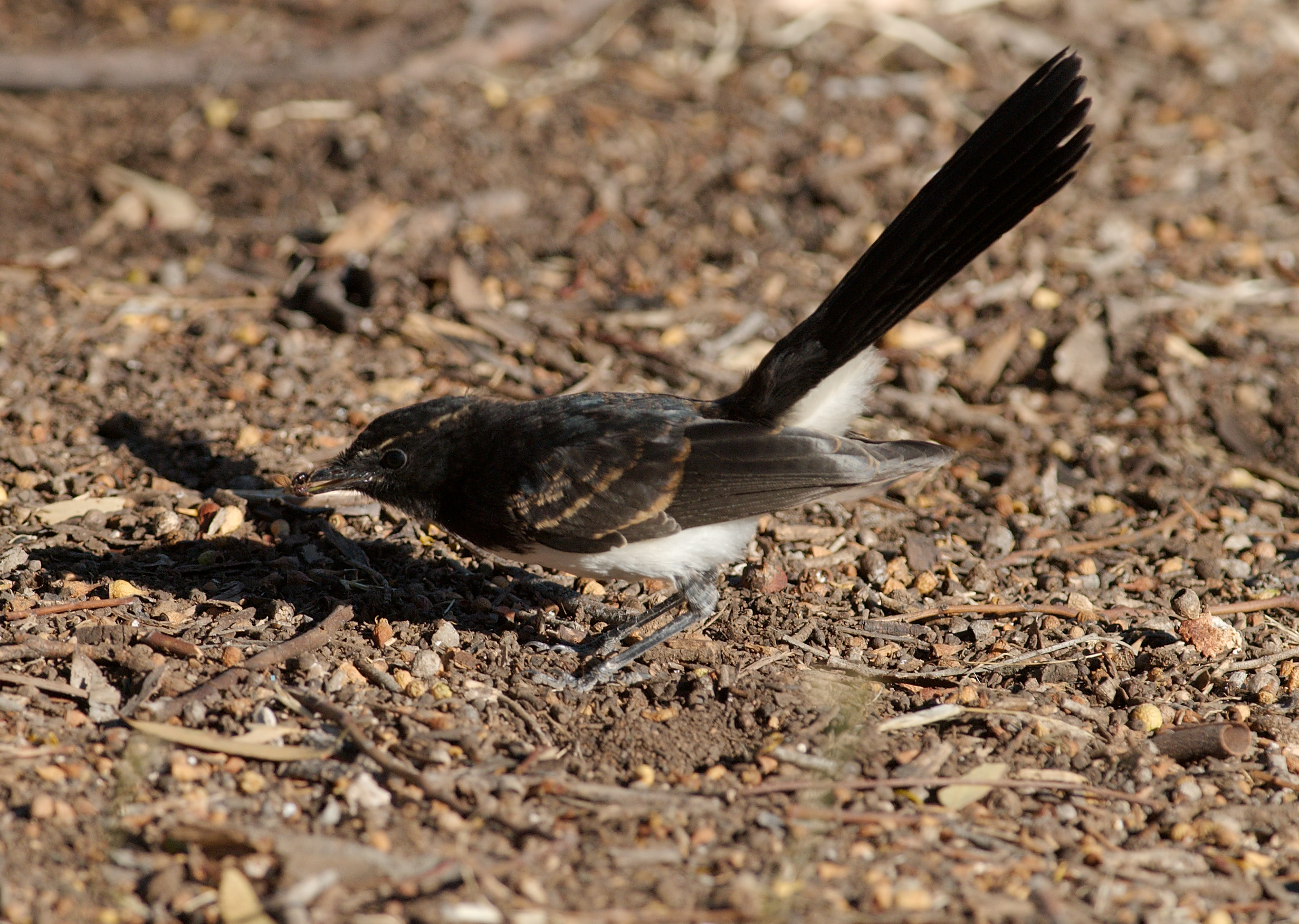
En födosökande juvenil ärlesolfjäderstjärt

Den sitter på låga grenar, staket, stolpar och liknande, spanande efter insekter och andra små ryggradslösa djur i luften och på marken. Vanligtvis fångar den flygande insekter som myggor, flugor och små fjärilar i flykten likt flugsnapparna, men den plockar ibland även insekter från marken. Ofta hoppar den på marken bakom människor och djur, som kor, får och hästar, när de rör sig över gräsmarker, för att fånga de smådjur som störs och flyger upp. Den vaggar på stjärten horisontellt när den födosöker på marken. Den exakta orsaken till detta beteende är inte känd men man tror att det kan vispa upp insekter som gömmer sig i vegetationen och på så sätt göra dem enklare att fånga. Ärlesolfjäderstjärten plockar också fästingar ifrån betande boskap som kor och grisar. Den dödar sitt byte genom att slå det mot en hård yta, eller också håller den bytet, drar loss vingarna och tar ut de ätbara inre delarna.
Artens anpassningsförmåga och mångsidiga diet har förmodligen hjälpt till i dess anpassning till stadsmiljöer. Den äter en mängd olika sorters leddjur, som fjärilar, flugor, skalbaggar, trollsländor, spindlar och tusenfotingar, men en studie ifrån Madang på Papua Nya Guineas norra kust visar att den även dödar mindre ödlor som skinkar och geckoödlor. Stjärtbenet ifrån dessa ödlor har återfunnits i fågelns avföring men det är oklart om den äter hela ödlan eller bara stjärten. Hur som helst är ödlor ett ovanligt byte och utgör bara 1–3% av ärlesolfjäderstjärtens totala diet. Studien från Madang indikerar att den ger sina boungar större byten.

### Häckning

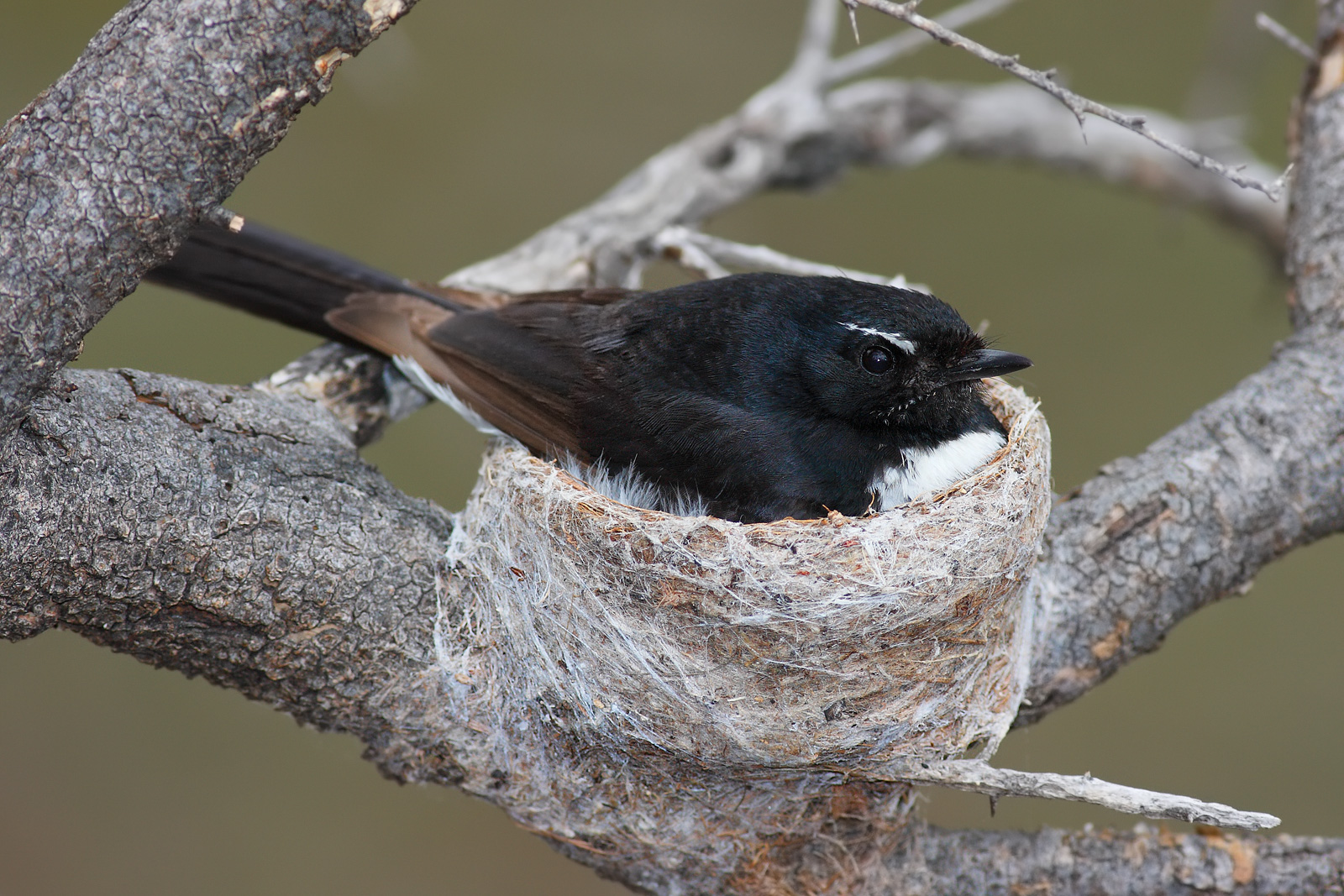
En ruvande ärlesolfjäderstjärt

Ärlesolfjäderstjärtarna bildar oftast par för livet. Häckningssäsongen varar olika länge i olika regioner men i sin helhet sträcker sig perioden från juli till december, och sker oftare efter regn i torra områden. Fågeln lägger upp till fyra kullar per säsong. Dess bo är skålformat och placeras på en vågrät trädgren där det inte finns löv, på en höjd som inte överskrider 5 m över marken. Den kan även lägga sitt bo på ett tak. Den bygger gärna bo i närheten av skatlärkan (Grallina cyanoleuca), möjligen för att utnyttja den senare artens aggressiva beteende gentemot inkräktare. Den drar sig inte för att placera boet i närheten av människan.
Boet är robust och välbyggt och består av grässtrån, strimlor av bark, och andra trådiga material som vävs ihop med hjälp av spindelnät. Den kan även använda djurhår. Honan lägger två till fyra ägg per kull. Äggen är krämvita med ett mörkare område på den större änden. Ägget mäter 16 × 21 mm, och ruvas i 14 dagar. Som hos alla tättingar är ungarna bostannare och föds nakna, hjälplösa och med slutna ögon. Båda föräldrar tar hand om ungarna, och kan fortsätta ta hand om dem samtidigt som de påbörjar en ny kull. Ungarna stannar i boet i ungefär 14 dagar innan de är flygga. När de lämnat boet håller de sig dolda i närheten i en eller två dagar, innan de ger sig av längre bort, upp till 20 meter, under den tredje dagen. Föräldrarna slutar att mata ungarna mot slutet av den andra veckan, då ungen mer och mer födosöker själv, och strax efter detta fördriver föräldrarna ungarna ur reviret.
Blek buskgök (Cacomantis pallidus) lägger sitt ägg i ärlesolfjäderstjärtens bo men detta upptäcks oftast och ägget puttas ut ur boet, så framgångsrik häckningsparasitism är ovanlig. Försök till häckningsparasitism av solfjädersbuskgök (Cacomantis flabelliformis), vanlig buskgök (C. variolosus), mulgaglansgök (Chrysococcyx basalis) och guldglansgök (C. lucidus) har också rapporterats.
Trots att ärlesolfjäderstjärten framgångsrikt vaktar sitt bo så tas många ägg och ungar av predatorer. Ungefär två tredjedelar av äggen kläcks, och en tredjedel lämnar boet. De flygga ungarna kan sedan bli byte för exempelvis svartvit törnkråka (Cracticus nigrogularis), svart törnkråka (Melloria quoyi) glitterdrongo (Dicrurus bracteatus) och svartvit kurrawong (Strepera graculina), men även för katter och råttor.

## Ärlesolfjäderstjärten och människan

### Status och hot
Ärlesolfjäderstjärten förekommer över ett mycket stort område. Den har också en mycket stor population och studier indikerar att populationstrenden är ökande. På grund av detta anser IUCN arten inte vara hotad utan kategoriserar den som livskraftig (LC).

### Folklore
Ärlesolfjäderstjärten förekommer i aboriginernas folklore. Stammar i delar av sydöstra Australien, som Ngarrindjeri vid de nedre delarna av Murray River, och Narunggafolket på Kap Yorkhalvön, ansåg att fågeln bringade dåliga nyheter. Det fanns också föreställningar att den kunde stjäla personers hemligheter när den befann sig i närheten av ett läger och tjuvlyssnade på vad som sades. Kimberleyfolket hade liknande uppfattningar då de ansåg att fågeln rapporterade till nyligen avlidna själar om någon anhörig talade illa om denne. De höll också ärlesolfjäderstjärten för den mest intelligenta av alla djuren. Dess smarthet går även igen i en berättelse från ön Bougainville på Papua Nya Guinea, om Singsing Tongereng (ärlesolfjäderstjärt på språket Saposa-Tinputz) där den vinner tävlingen om vilken fågel som kan flyga högst genom att i hemlighet "lifta" på ryggen av en örn. Gunwinggufolket i västra Arnhem land ansåg dock att den var en lögnare och en skvallerbytta. Ärlesolfjäderstjärten anklagades för att han stulit elden och försökt utplåna den i havet i en drömberättelse hos Yindjibarndifolket i centrala och västra Pilbara, och kunde även åkalla en mycket stark vind för att skrämmas.
Kalamfolket (på Nya Guineas högland) kallar den för Konmayd, och betraktade den som en god fågel. Exempelvis sågs det som ett gott omen om den anlände till en ny plantering för då skulle det bli goda skördar. De menade också att fågeln tog hand om grisarna. För Kalamfolket kunde fågeln också utgöra manifestationen av döda förfäder. På Nya Guineas östra högland kallades fågeln för Kuritoro och spelade en viktig roll i ceremonin när en änka sörjer sin döda make. När hon skänker bananblommor som ett offer till sin döde make så ansågs fågelns sång vara ett svar ifrån den döda själen på att den mottagit gåvan.
En folksaga ifrån Kietadistriktet på ön Bougainville berättar att Maneka, ärlesolfjäderstjärten, som går utmed flodbanken, återspeglar en legendarisk dotter som letade efter sin moder som drunknade under en storm då hon försökte ta sig förbi den översvämmade floden. Fågeln finns på frimärken från Palau och Salomonöarna.

### I barnböcker
Ärlesolfjäderstjärten förekommer i australienska barnböcker, som Dot and the Kangaroo från 1899, Blinky Bill Grows Up från 1935, och Willie Wagtail and Other tales från 1929.